# Cắt Ovampo
Accipiter ovampensis là một loài chim trong họ Accipitridae.